# Homalomena monandra
Homalomena monandra är en kallaväxtart som beskrevs av Mitsuru Hotta. Homalomena monandra ingår i släktet Homalomena och familjen kallaväxter. Inga underarter finns listade.